# Bezzia tirawati
Bezzia tirawati är en tvåvingeart som beskrevs av Wirth och Ratanaworabhan 1981. Bezzia tirawati ingår i släktet Bezzia och familjen svidknott. Inga underarter finns listade i Catalogue of Life.